# Callitomis nigerrima
Callitomis nigerrima är en fjärilsart som beskrevs av Bytinsky-salz 1939. Callitomis nigerrima ingår i släktet Callitomis och familjen björnspinnare. Inga underarter finns listade i Catalogue of Life.